# Cachrys sicula
Cachrys sicula är en flockblommig växtart som beskrevs av D'urv. Cachrys sicula ingår i släktet Cachrys och familjen flockblommiga växter. Inga underarter finns listade i Catalogue of Life.

## Bildgalleri

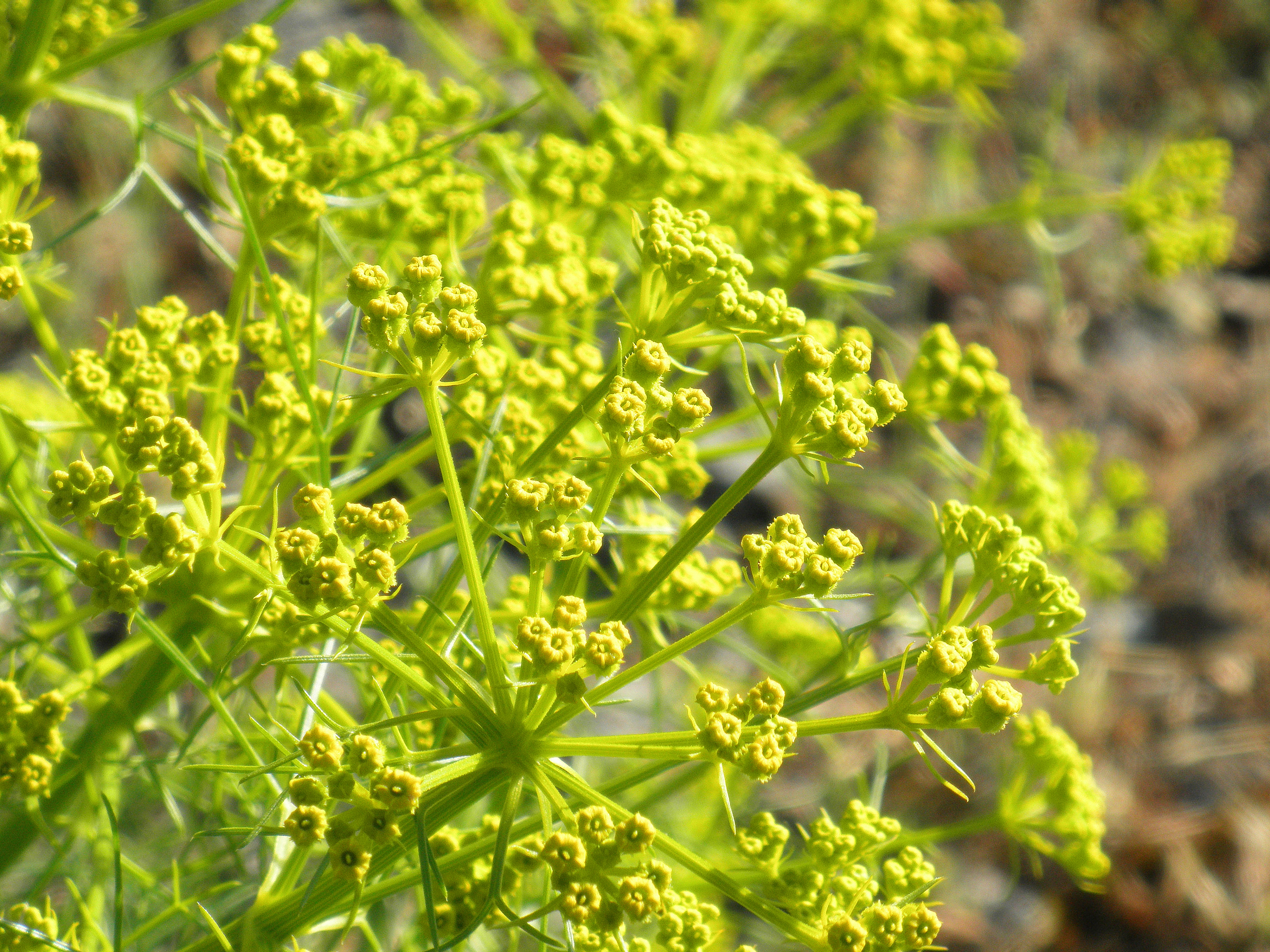
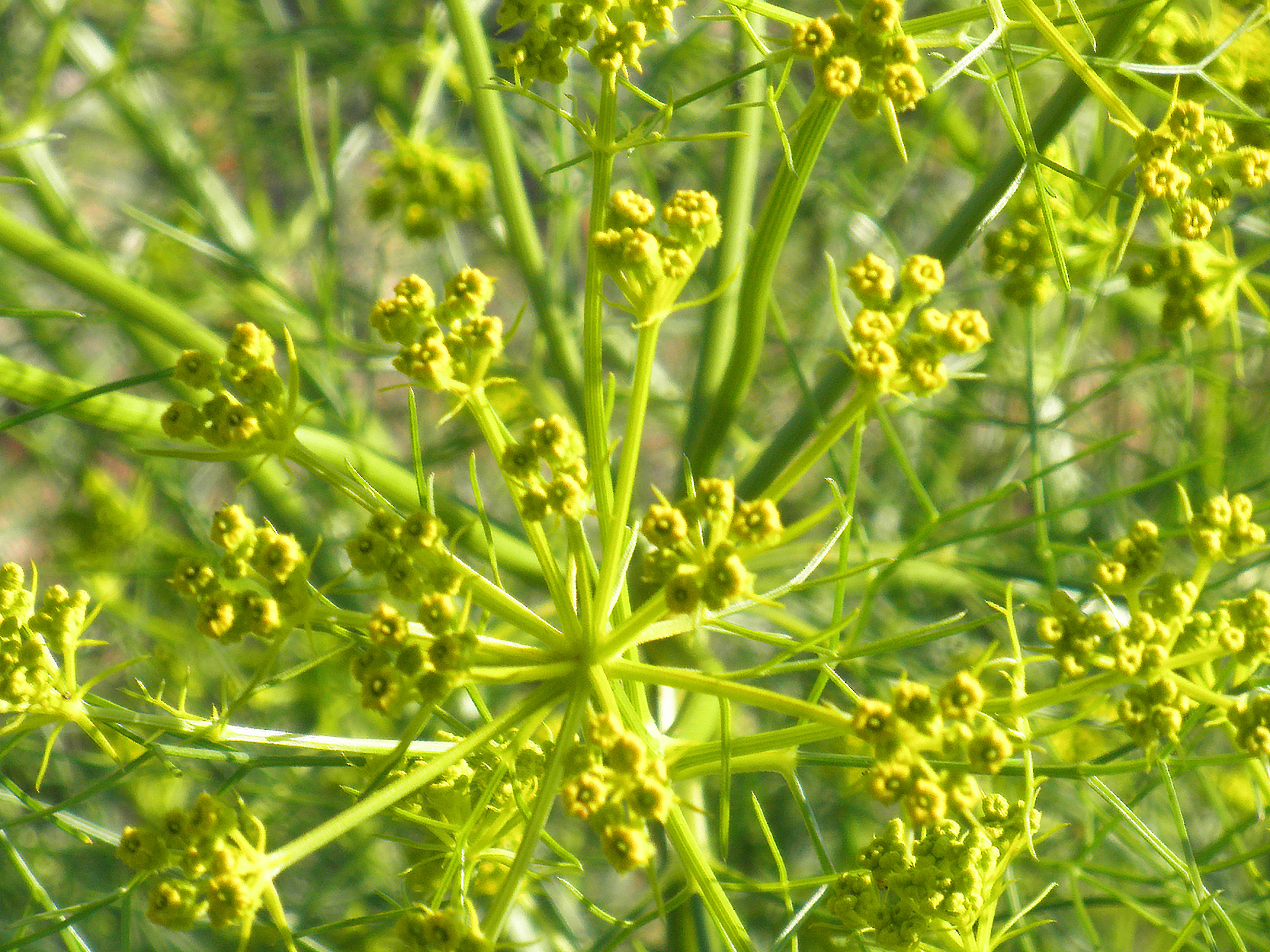
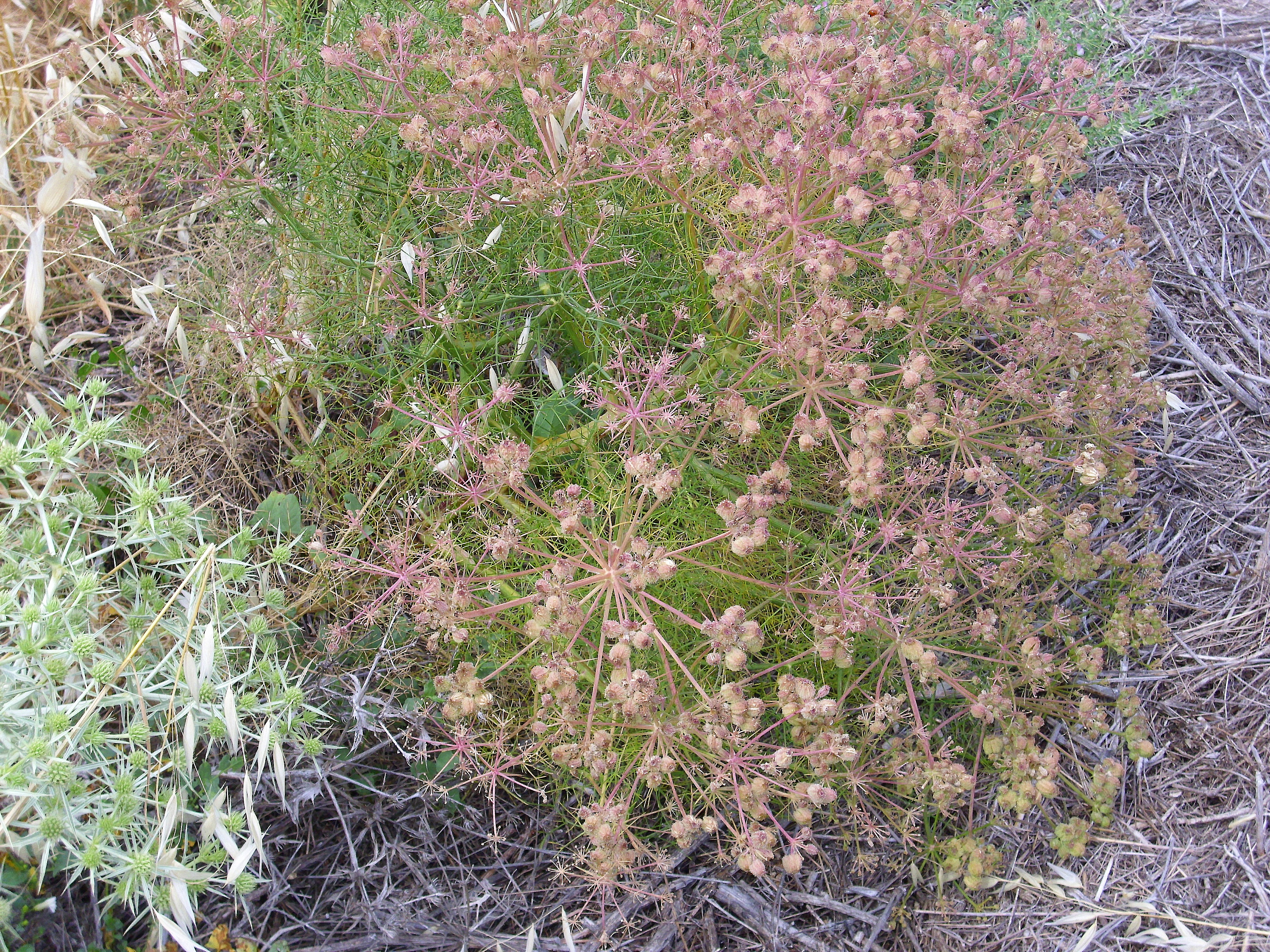
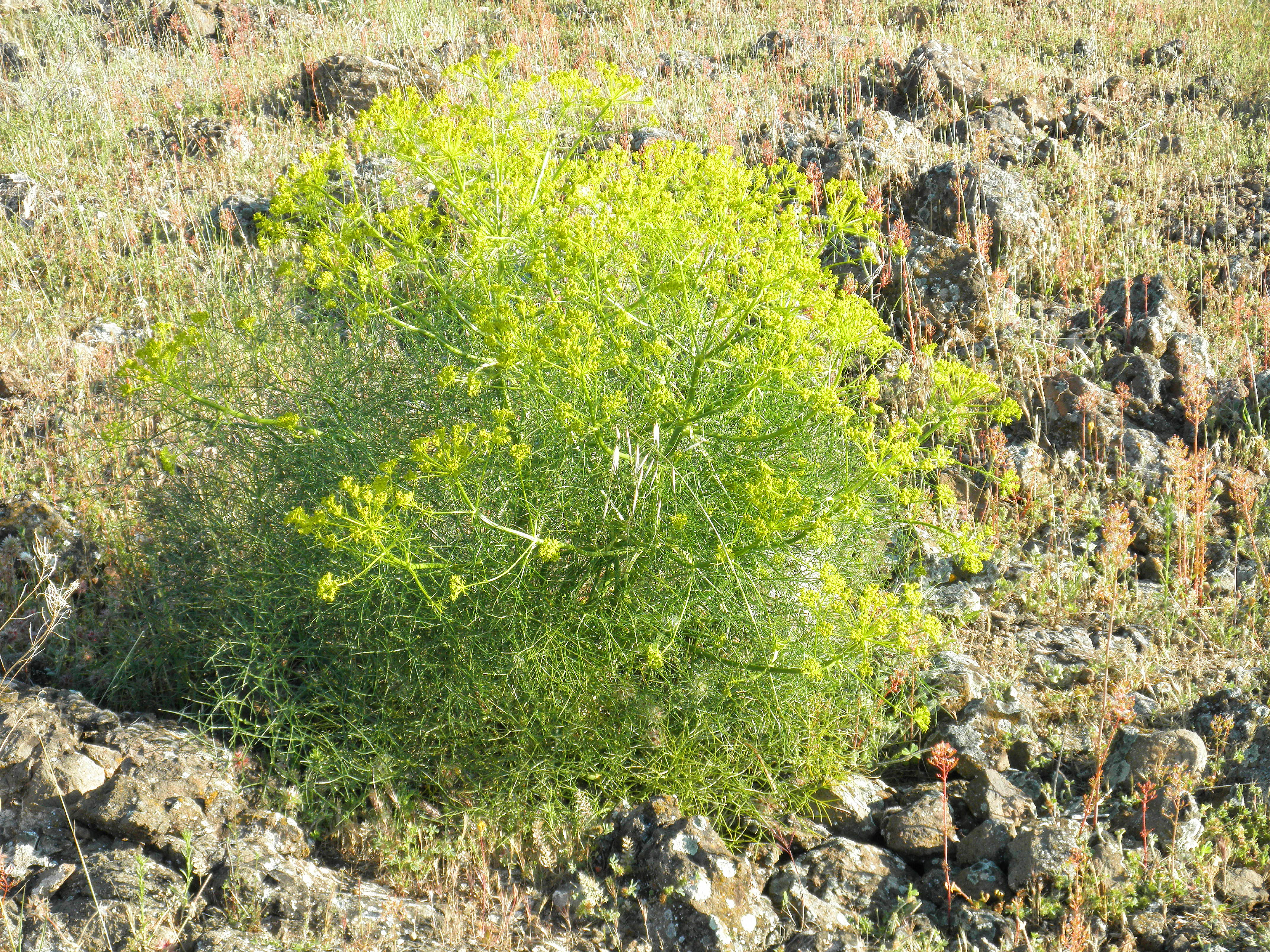